# 罗尔 (下莱茵省)
罗尔（法語：Rohr，法語發音：[ʁɔʁ]）是法国下莱茵省的一个市镇，属于斯特拉斯堡区。

## 地理
罗尔（48°41'46"N, 7°32'49"E）面积3.34 平方千米，位于法国大東部大區下莱茵省，该省份为法国大陆部分最东部的省份，是阿尔萨斯的一部分，今与上莱茵省组成了阿尔萨斯欧洲集体，其南至上莱茵省，西南接孚日省和默尔特-摩泽尔省，西接摩泽尔省，北与德国接壤。
与罗尔接壤的市镇（或旧市镇、城区）包括：敦策奈姆、迪尔宁根、古格奈姆、朗代尔桑、塞索尔赛姆、维尔戈泰姆。
罗尔的时区为UTC+01:00、UTC+02:00（夏令时）。

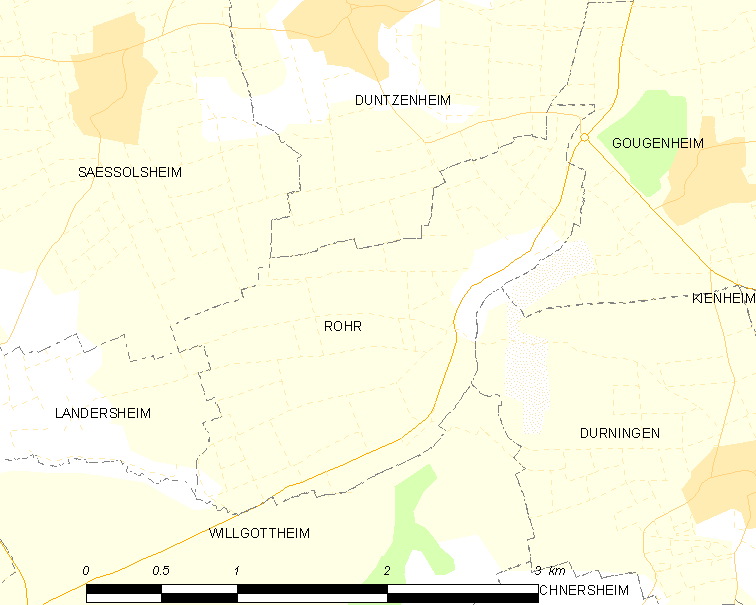
罗尔的OSM定位图

## 行政
罗尔的邮政编码为67270，INSEE市镇编码为67406。

## 政治
罗尔所属的省级选区为布克斯维莱尔县。

## 人口

1962-2008年间罗尔人口变化图示

罗尔于2022年1月1日时的人口数量为366人。